# Franz Heberer
Franz Heberer (* 3. April 1883 in Heusenstamm; † 31. Dezember 1955 ebenda) war ein deutscher Architekt, der in Frankfurt am Main wirkte. 

## Der Kritiker
Im Zusammenhang mit dem vereinfachten Wiederaufbau der Hauptwache in Frankfurt nach dem Zweiten Weltkrieg 1954 kritisierte Franz Heberer nicht nur die Dachform, sondern auch weitere Gebäudemerkmale. Er stand 1950 in Korrespondenz mit Fried Lübbecke im Zusammenhang mit der denkmalpflegerischen Umsetzung der Nachkriegsplaner.

## Bauten und Entwürfe
- 1912: Wettbewerbsentwurf zu einem Anbau für das Städelsches Kunstinstitut, den er gemeinsam mit dem im Architekturbüro Franz von Hoven tätigen Architekten Hermann von Hoven gewann; und spätere Ausführung[4]
- 1912: Wettbewerbsentwurf für die Neue Alte Brücke (Frankfurt am Main) gemeinsam mit Hermann von Hoven  (Erster Preis)[5] mit 4.000 Mark dotiert[6]
  - Bei deren Einweihung am 15. August 1926 sprach Franz Heberer im Namen der Architekten die Worte:

„Nun biste fertig, Brick, / nach langem schweren Leide. / Jetzt bring aach Frankfurt Ehr‘ und Glick / Bis in die fernste Zeite.“

- 1920: Angekauft wurden (für 2000 Mark) die Entwürfe von Franz Heberer und Karl Heberer zum Wiederaufbau und zu Erweiterung des von Sohlettischen Hofes in Eltville in Verbindung mit den Geschäfts- und Kelleranlagen der Firma Matheus Müller.[8]
- 1922–1924: Ehemalige Niederlassung der Mannesmann-Mulag AG gemeinsam mit Ernst Balser

## Archivbestände
- Institut für Stadtgeschichte im Karmeliterkloster, Frankfurt am Main.[9]